# باچییا
باچییا (به صربی: Bačija) یک روستا در صربستان است که در سینیتسا واقع شده‌است. باچییا ۳۰ نفر جمعیت دارد.